# Lebanophytum
Lebanophytum – wymarły rodzaj chrząszczy z podrzędu wielożernych i rodziny Cerophytidae. Obejmuje tylko jeden wczesnokredowy gatunek, którego inkluzje znaleziono w bursztynie libańskim.

## Taksonomia
Rodzaj i jego gatunek typowy opisane zostały po raz pierwszy w 2008 roku przez Dany’ego Azara i Aleksandra Kirejczuka na łamach czasopisma „Alavesia”. Opisu dokonano na podstawie inkluzji pojedynczego okazu w bursztynie libańskim, datowanej na późny barrem lub wczesny apt w kredzie. Odnaleziono ją w Mdejridż w okolicy Hammany w muhafazie Dżabal Lubnan w Libanie. Nazwę rodzajową Lebanophytum utworzono z połączenia angielskiej nazwy Libanu (Lebanon) oraz nazwy współczesnego rodzaju Cerophytum. Epitet gatunkowy excellens oznacza po łacinie „wspaniały”.
W oryginalnym opisie autorzy taksonu umieścili go w rodzinie Cerophytidae z nadrodziny zgniotków (Cucujoidea), jednak w 2013 roku ci sami badacze przenieśli go do nowej, monotypowej rodziny Lebanophytidae w obrębie nadrodziny sprężyków. Ponownej rewizji jego klasyfikacji dokonali w 2019 roku Yali Yua i współpracownicy, przenosząc Lebanophytum z powrotem do Cerophytidae i tym samym ustanawiając Lebanophytidae synonimem tejże rodziny.

## Morfologia
Jedyny znany okaz miał 2,1 mm długości, 0,6 mm szerokości i 0,4 mm wysokości. Ciało miał wydłużone i obustronnie wypukłe, ubarwione matowo czarniawo, gęsto porośnięte delikatnymi, krótkimi, ciemnymi, przylegającymi włoskami.
Głowa była lekko opadająca, nieco szersza niż dłuższa i prawie trójkątna w zarysie, bardzo gęsto i delikatnie mikrorzeźbiona. Stosunkowo duże oczy złożone miały duże omatidia. Prawie czworokątna warga górna była odsłonięta. Jedenastoczłonowe czułki miały formę między nitkowatą a paciorkowatą; osadzone były na przedzie głowy w zamkniętych panewkach. Na spodzie głowy widoczne były niemal poziome listewki policzkowe, szeroko rozstawione szwy gularne i czterokrotnie szersza niż długa bródka. Trójczłonowe głaszczki wargowe osadzone były na wierzchołku języczka i miały ostatni człon spłaszczony, niemal trójkątny.
Przedplecze było nieco szersze niż dłuższe, o powierzchni z wgłębieniami przynasadowymi i okołobocznymi, kątach przednich szeroko zaokrąglonych, kątach tylnych prostych, a krawędzi tylnej prostej z wykrojonymi bokami. Oprócz podobnej jak na głowie mikrorzeźby miało też wyraźniejsze, małe i płytkie punkty o średnicach równych trzeciej części średnic omatidiów. Boczne brzegi przedplecza są orzęsione. Silnie wypukłe i punktowane przedpiersie miało wąski wyrostek międzybiodrowy, zwężający się ku kątowemu wcięciu w śródpiersiu. Panewki przednich bioder nie były zamknięte hypomerami przedpiersia. Silnie poprzeczna tarczka miała ścięty wierzchołek. Pokrywy były dwukrotnie dłuższe niż szerokie, najszersze w barkach, o powierzchni z dobrze zaznaczonymi żeberkami bocznymi, pokrytej punktami o średnicach równych połowie średnicy omatidiów. Śródpiersie miało pośrodku pięciokątną płytkę, a panewki bioder środkowej pary były zamknięte od zewnątrz. Zapiersie miało wyraźny, wąski rowek przez środek i punktowaną powierzchnię.
Smukłe odnóża miały poprzeczne biodra, silnie wydłużone krętarze, umiarkowanie spłaszczone uda, długie i wąskie golenie oraz stopy zbudowane z pięciu niepłatowatych członów i zwieńczone długimi pazurkami o długich ząbkach nasadowych. Biodra tylnej pary był szeroko rozstawione. Na wewnętrznej stronie uda przedniej pary biegła długa bruzda, w której chować się mógł goleń. Golenie pozbawione były ostróg. Człony stóp od pierwszego do trzeciego były dłuższe od czwartego i dwukrotnie krótsze od piątego.

## Paleoekologia
Chrząszcz ten zasiedlał gęste, cieniste lasy porastające północno-wschodnią część Gondwany. Cechowała je bardzo wysoka wilgotność. Lasy te leżały w strefie tropikalnej lub subtropikalnej, a występujący w nich klimat rekonstruuje się jako umiarkowany do gorącego. Pory roku były w nim słabo wyrażone o czym świadczą kiepsko widoczne słoje przyrostu rocznego w skamieniałościach drewna.
Bursztyn libański dostarczył licznych skamieniałości zwierząt, zwłaszcza stawonogów zasiedlających owe lasy (zobacz: fauna bursztynu libańskiego). Większość odnaleziono na tym samym stanowisku co Lebanophytum (Mdejridż-Hammana). Z kolei w tym samym okazie bursztynu co Lebanophytum znajduje się inkluzja muchówki przypuszczalnie należącej do rodziny kuczmanowatych.